# Francisco Bravo Martínez
Francisco Bravo Martínez (Soria, 1901-Salamanca, 1968) fue un periodista y político español. Durante la dictadura franquista llegó a ejercer como alcalde de Salamanca y procurador en las Cortes franquistas.

## Biografía
Nacido en Soria en 1901, posteriormente se trasladó a Salamanca y se dedicaría al periodismo desde temprana edad. Colaboró con el diario La Gaceta Regional de Salamanca, del cual sería redactor-jefe entre 1923 y 1937.
Miembro inicial de las Juntas de Ofensiva Nacional-Sindicalista (JONS) —donde llegó a ser una figura relevante—, con posterioridad se pasaría a las filas de Falange salmantina. En el seno de la organización falangista perteneció al Consejo Nacional y a la Junta Política, siendo uno de los redactores del programa del partido. Implicado en la compra de armas en Portugal, fue detenido por la policía republicana y encarcelado en varias ocasiones. Tras el estallido de la Guerra civil fue puesto en libertad por los sublevados, fungiendo como jefe provincial de Falange en Salamanca y líder de las milicias falangistas.
Entre 1937 y 1938 fue director del diario La Voz de Galicia. Regresaría a Salamanca, donde volvió a fungir como redactor-jefe de La Gaceta Regional entre 1939 y 1941, y como director del mismo entre 1941 y 1968. Ejerció como alcalde de Salamanca entre 1941 y 1943, y más adelante como procurador de las Cortes franquistas en su condición de miembro del Consejo Nacional de FET y de las JONS. Falleció en Salamanca en 1968.

## Obras
- —— (1941). José Antonio ante la justicia roja. Madrid: Vicesecretaría de Educación Popular.
- —— (1943). Historia de Falange Española de las J.O.N.S. Madrid: Editora Nacional.